# Thüringer Ministerium für Inneres, Kommunales und Landesentwicklung

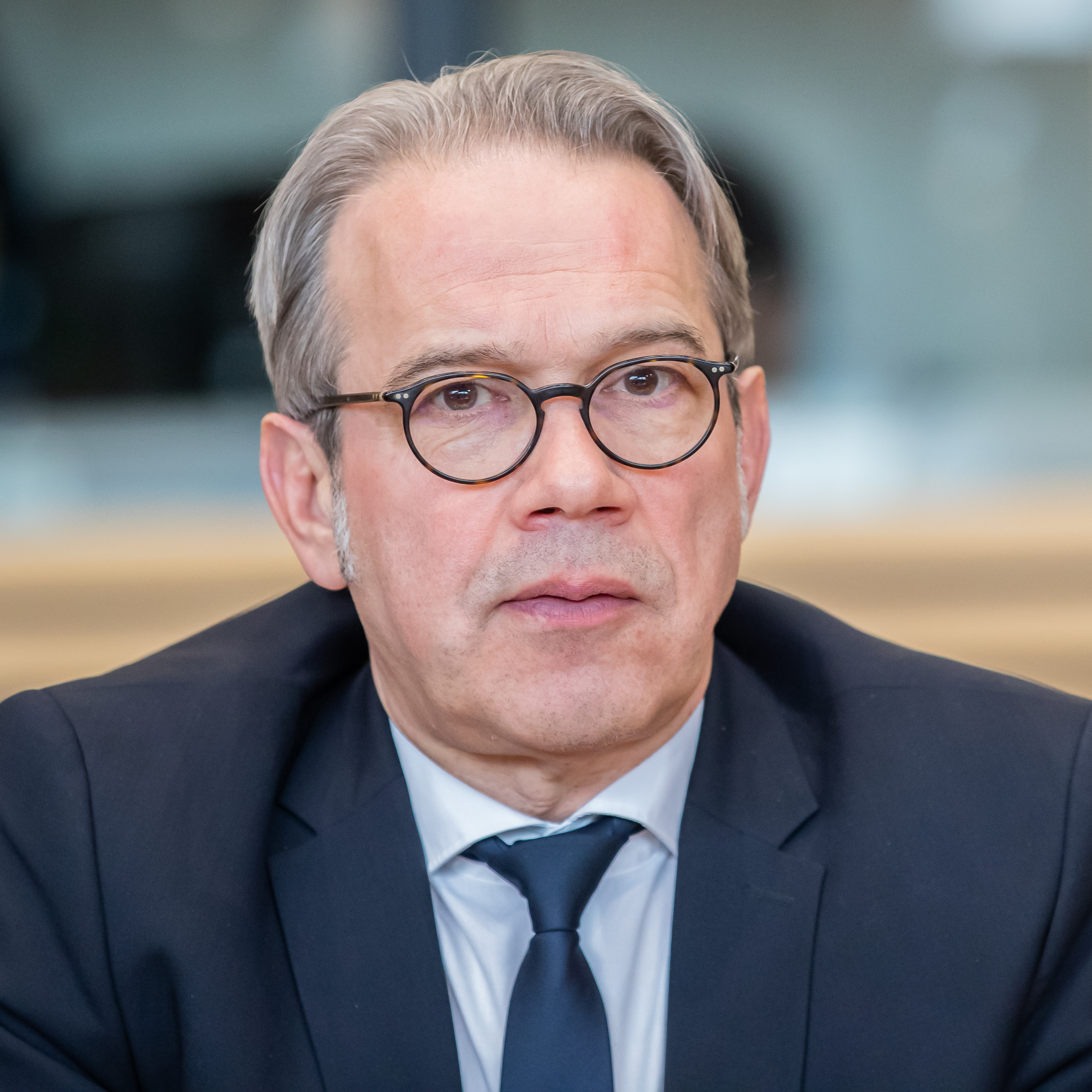
Georg Maier (SPD), Minister für Inneres, Kommunales und Landesentwicklung des Freistaats Thüringen

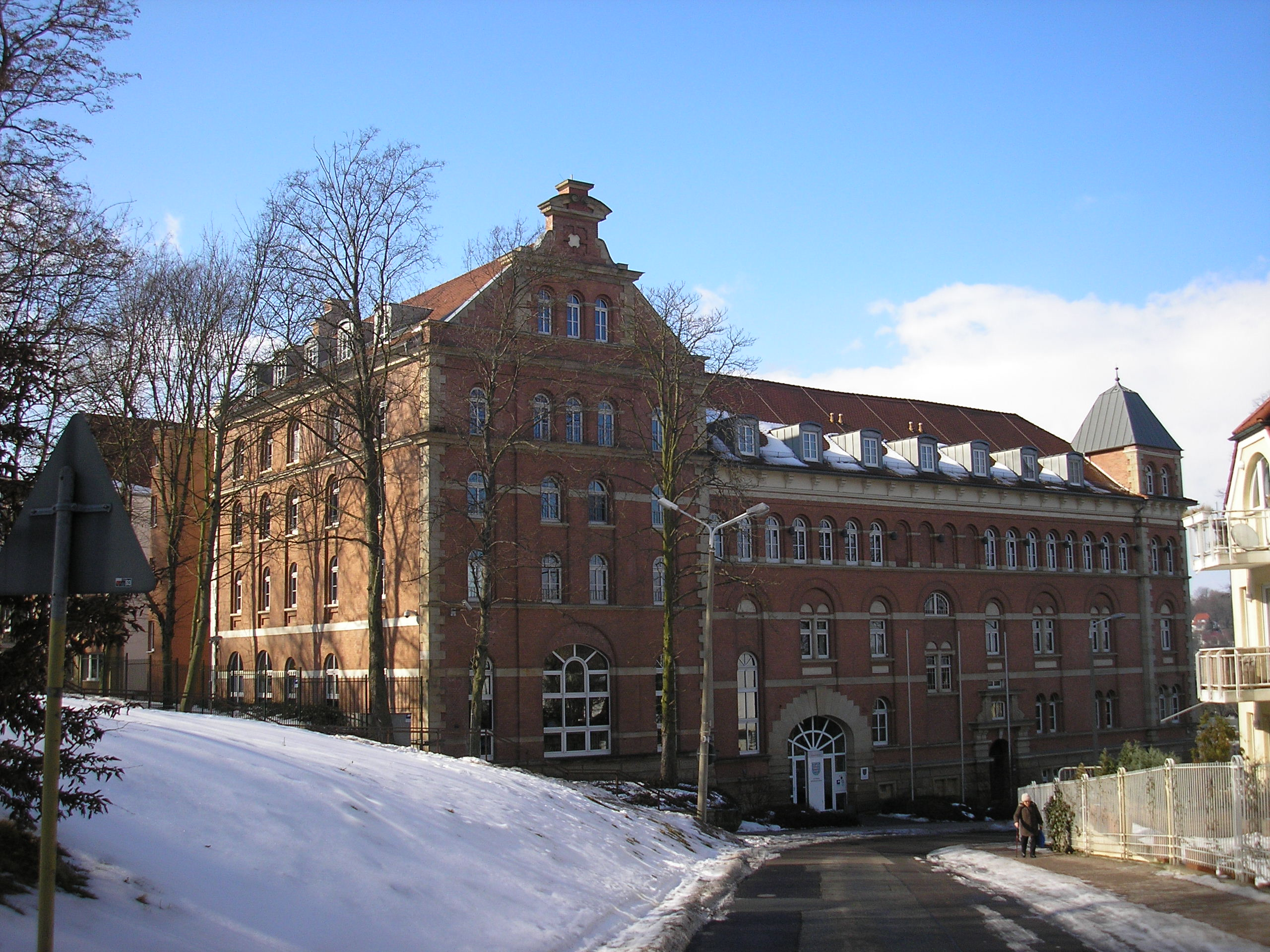
Gebäude des Ministeriums

Das Thüringer Ministerium für Inneres, Kommunales und Landesentwicklung (TMIKL) ist eine Oberste Landesbehörde und eines der neun Ministerien des Freistaats Thüringen. Es wurde 1990 als Thüringer Innenministerium gegründet und hat seinen Sitz in der ehemaligen Steigerbrauerei, Steigerstraße 24 am Südwestrand der Landeshauptstadt Erfurt. Minister ist seit dem 30. August 2017 mit Unterbrechung vom 5. Februar bis 3. März 2020 der SPD-Politiker Georg Maier. Als Staatssekretäre stehen ihm Norman Müller und Andreas Bausewein zur Seite.

## Geschichte
Bereits zwischen 1920 und 1952 gab es im damaligen Land Thüringen ein Innenministerium. Mit der Wiedergründung des Landes 1990 wurde das Thüringer Innenministerium als Oberste Landesbehörde neu eingerichtet. Am 12. Dezember 2024 erfolgte die Umbenennung in Thüringer Ministerium für Inneres, Kommunales und Landesentwicklung.
Folgende Personen waren seit 1920 in Thüringen für die Innenpolitik zuständig:
| Name                                                       | Amtsantritt                       | Kabinett               | Partei        |
| ---------------------------------------------------------- | --------------------------------- | ---------------------- | ------------- |
| Karl Eduard Freiherr von Brandenstein                      | 10. November 1920                 | Paulssen I             | parteilos     |
| Karl Hermann                                               | 7. Oktober 1921 16. Oktober 1923  | Frölich I Frölich II   | USPD/SPD      |
| Georg Sattler                                              | 21. Februar 1924                  | Leutheußer I           | DNVP          |
| Arnold Paulssen                                            | 30. April 1927                    | Leutheußer II          | DDP           |
| Karl Riedel                                                | 6. November 1928                  | Paulssen II            | DVP           |
| Wilhelm Frick                                              | 23. Januar 1930                   | Baum                   | NSDAP         |
| Erwin Baum                                                 | 22. April 1931                    | Baum                   | ThLB          |
| Fritz Sauckel                                              | 26. August 1932                   | Sauckel                | NSDAP         |
| Fritz Wächtler                                             | 8. Mai 1933                       | Marschler              | NSDAP         |
| Von 1935 bis 1945 gab es keinen Innenminister in Thüringen |                                   |                        |               |
| Hermann Brill (kommissarisch)                              | 9. Juni 1945                      | Brill                  | SPD           |
| Friedrich Buchwald                                         | 2. Juli 1945                      | Brill                  | SPD           |
| Ernst Busse                                                | 16. Juli 1945 4. Dezember 1946    | Paul I Paul II         | parteilos/SED |
| Werner Eggerath                                            | Mai 1947                          | Paul II                | SED           |
| Willy Gebhardt                                             | 9. Oktober 1947 25. November 1950 | Eggerath I Eggerath II | SED           |
| Von 1952 bis 1990 existierte kein Land Thüringen           |                                   |                        |               |
| Willibald Böck                                             | 8. November 1990 5. Februar 1992  | Duchač Vogel I         | CDU           |
| Franz Schuster                                             | 16. September 1992                | Vogel I                | CDU           |
| Richard Dewes                                              | 30. November 1994                 | Vogel II               | SPD           |
| Christian Köckert                                          | 1. Oktober 1999                   | Vogel III              | CDU           |
| Andreas Trautvetter                                        | 21. November 2002 5. Juni 2003    | Vogel III Althaus I    | CDU           |
| Karl Heinz Gasser                                          | 8. Juli 2004                      | Althaus II             | CDU           |
| Manfred Scherer                                            | 8. Mai 2008                       | Althaus II             | CDU           |
| Peter M. Huber                                             | 4. November 2009                  | Lieberknecht           | CSU/CDU       |
| Jörg Geibert                                               | 8. Dezember 2010                  | Lieberknecht           | CDU           |
| Holger Poppenhäger                                         | 5. Dezember 2014                  | Ramelow I              | SPD           |
| Georg Maier                                                | 30. August 2017                   | Ramelow I              | SPD           |
| Udo Götze und Uwe Höhn (kommissarisch)                     | 5. Februar 2020                   | Kemmerich              | SPD           |
| Georg Maier                                                | 4. März 2020                      | Ramelow II Voigt       | SPD           |

## Geschäftsbereich
Insgesamt sind im Geschäftsbereich des Thüringer Ministeriums für Inneres, Kommunales und Landesentwicklung und dessen nachgeordneten Behörden etwa 9.000 Mitarbeiter beschäftigt. Das Ministerium untergliedert sich auf der obersten Ebene fünf Abteilungen:
1. Zentrale Aufgaben
2. Staats- und Verwaltungsrecht
3. Kommunale Angelegenheiten
4. Polizei Thüringen
5. Amt für Verfassungsschutz

### Nachgeordnete Behörden
Als Obere und Mittlere Landesbehörden sind dem Ministerium nachgeordnet:
- Thüringer Landesamt für Statistik (TLS), Erfurt
- Landeskriminalamt Thüringen, Erfurt
- Landespolizeidirektion, Erfurt
- Thüringer Landesverwaltungsamt, Weimar

Als Untere Landesbehörden sind dem Ministerium nachgeordnet:
- Bereitschaftspolizei Thüringen, Erfurt
- sieben Landespolizeiinspektionen (Erfurt, Gera, Gotha, Jena, Nordhausen, Saalfeld, Suhl)
- Autobahnpolizeiinspektion, Schleifreisen
- 17 Landratsämter

Als Einrichtungen sind dem Ministerium nachgeordnet:
- Bildungszentrum der Thüringer Polizei (BZThPol), Meiningen
- Thüringer Landesfeuerwehr- und Katastrophenschutzschule, Bad Köstritz
- Bildungszentrum der Thüringer Landesverwaltung, Gotha
- Thüringer Fachhochschule für öffentliche Verwaltung (VFHS), Gotha und Meiningen